# چوی ۲۲۱۷۱
سیارک ۲۲۱۷۱ (به انگلیسی: 22171 Choi، نامگذاری:2000WK179) بیست و دو هزار و صد و هفتاد و یکمین سیارک کشف شده‌است که در ۲۶ نوامبر ۲۰۰۰ کشف شد.
قدر مطلق سیارک برابر ۱۴.۸ است.